# Pompeo Varese
Pompeo Varese (Roma, 1624 – Parigi, 4 novembre 1678) è stato un arcivescovo cattolico e diplomatico italiano al servizio della Santa Sede.

## Biografia
Appartenente ad una ricca famiglia di banchieri, si laureò in utroque iure all’Università La Sapienza di Roma, e partecipava all'Accademia degli Intrecciati. Intraprese la carriera ecclesiastica, anche avvalendosi delle parentele nella curia romana. Fu nominato canonico della Basilica Lateranense nel novembre 1647 e vicegovernatore di Benevento nel 1656. Fu referendario delle due segnature e governatore pontificio della Marca Anconitana. Nel 1661 fu nominato assessore del Sant'Uffizio, scalando i vertici come uditore della Sacra Rota e governatore di Roma dal 1668.
Il 19 gennaio 1671, papa Clemente X lo nominò arcivescovo titolare di Adrianopoli di Emimonto, consacrato il 24 febbraio dal cardinale Federico Borromeo, co-consacranti gli arcivescovi Bernardino Rocci e Alessandro Crescenzi, C.R.S.. Fu poi inviato come nunzio apostolico a Venezia.
Venne trasferito come nunzio straordinario a Parigi dal 12 febbraio 1676, ma la nomina ordinaria fu disposta dopo la morte di papa Clemente X, il 22 gennaio 1677 da papa Innocenzo XI.
I rapporti diplomatici erano contrastati dall’arcivescovo metropolita di Parigi, François de Harlay de Champvallon, che considerava i propri poteri e la posizione nel cerimoniale, superiori a quelli del nunzio pontificio. Difatti, si oppose alla traslazione del corpo di Varese, morto il 4 novembre 1678 per dissenteria, dalla chiesa di Saint-Sulpice, dove era stato tumulato.

## Genealogia episcopale
La genealogia episcopale è:
- Cardinale Guillaume d'Estouteville, O.S.B.Clun.
- Papa Sisto IV
- Papa Giulio II
- Cardinale Raffaele Sansone Riario
- Papa Leone X
- Papa Paolo III
- Cardinale Francesco Pisani
- Cardinale Alfonso Gesualdo di Conza
- Papa Clemente VIII
- Cardinale Pietro Aldobrandini
- Cardinale Laudivio Zacchia
- Papa Innocenzo X
- Cardinale Francesco Peretti di Montalto
- Cardinale Federico Borromeo
- Arcivescovo Pompeo Varese